# Liphanthus toroi
Liphanthus toroi är en biart som beskrevs av Tapia och Ruz 2003. Liphanthus toroi ingår i släktet Liphanthus och familjen grävbin. Inga underarter finns listade i Catalogue of Life.